# 弗蘭克·康羅伊
弗蘭克·康羅伊（1936年1月15日—2005年4月6日）是美國一名著名作家，是少數單憑少量作品則名成利就的作家，弗蘭克一生只出版了五本小說，但其第一本小說停止時光已令他一炮而紅，獲提名美國國家圖書獎。弗蘭克畢業於哈佛大學，其後任教於愛荷華大學，更執掌被稱為文人搖籃的愛荷華寫作工作坊達十八年之久。弗蘭克除了是一名著名作家外，他亦是一名音樂人，他於1986年獲得了葛萊美獎。2005年，弗蘭克因大腸癌逝世。